# Aarwangen
Aarwangen (toponimo tedesco) è un comune svizzero di 4 514 abitanti del Canton Berna, nella regione dell'Emmental-Alta Argovia (circondario dell'Alta Argovia).

## Geografia fisica
Il comune di Aarwangen è situato a 15 km ad est di Soletta e a 3 km a nord di Langenthal, sulla riva dell'Aar.

## Storia
La presenza dei Romani in questa regione è attestata dalla scoperta di frammenti di monete imperiali risalenti al III-IV secolo. La prima menzione di Aarwangen risale al 1255; la roccaforte, il ponte sull'Aar e il pedaggio risalgono a quest'epoca.
Aarwangen è stato un importante luogo di traghettaggio per il trasporto fluviale di mercanzie fra la Svizzera occidentale e quella orientale; marcava inoltre la frontiera fra i Burgundi e gli Alemanni. Il vecchio ponte di legno venne distrutto da un incendio nel 1471 e travolto da una piena del fiume nel 1758. Venne sostituito nel 1887 da un ponte ad armatura metallica. Già piccolo centro rurale, si è industrializzato nel corso del XX secolo; è stato capoluogo del distretto di Aarwangen fino alla sua soppressione 2009.

## Monumenti e luoghi d'interesse

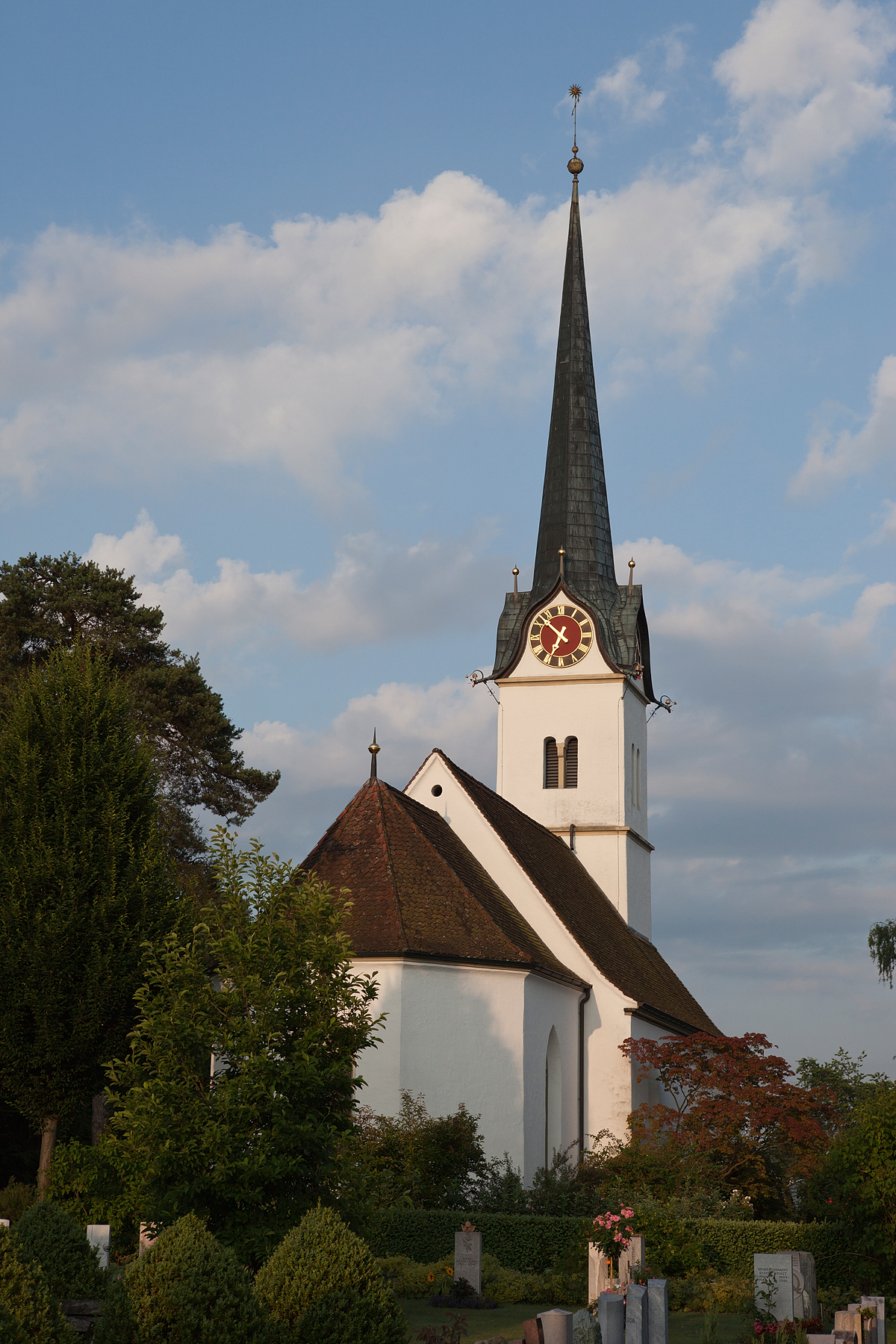
La chiesa riformata

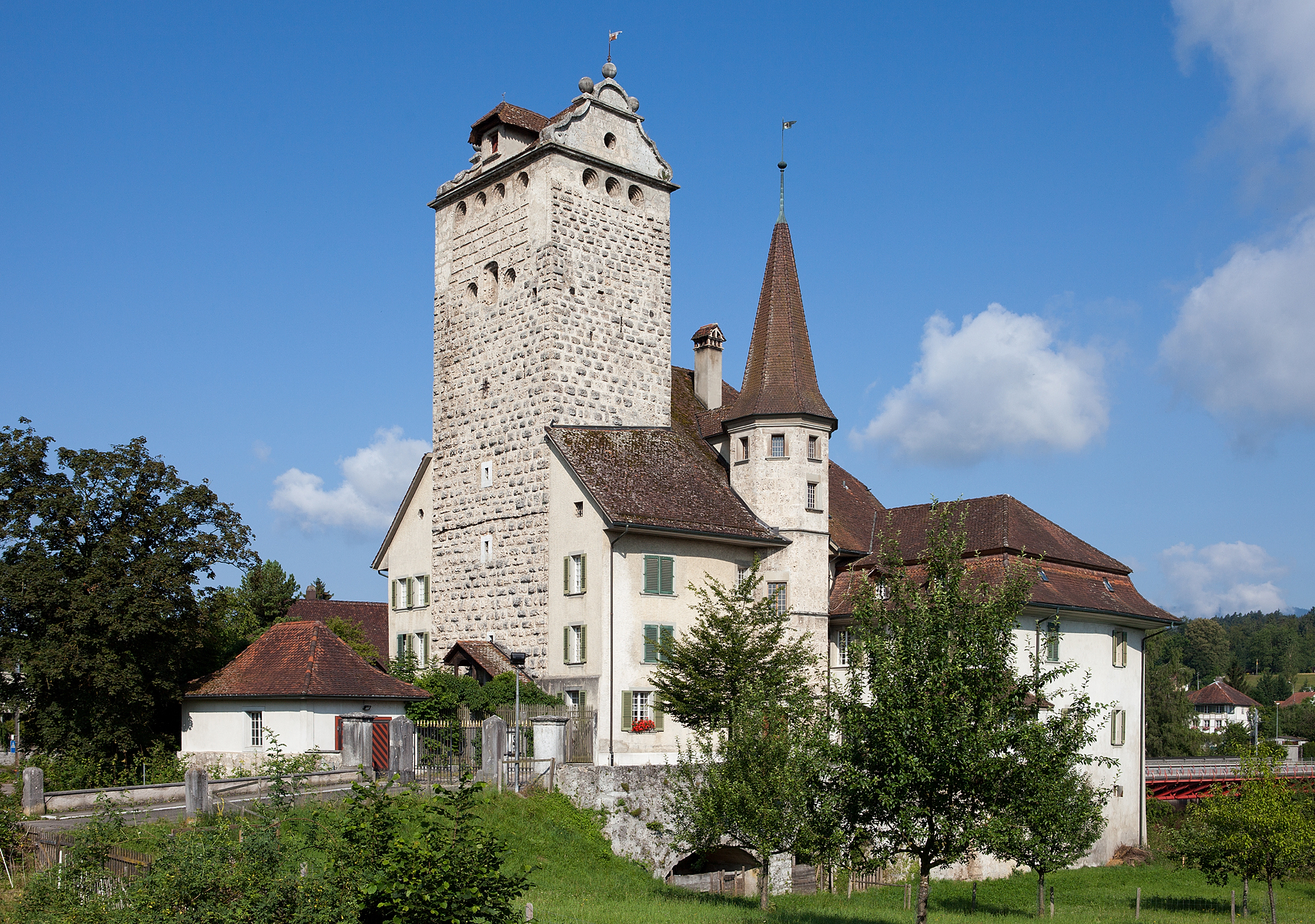
Il castello di Aarwangen

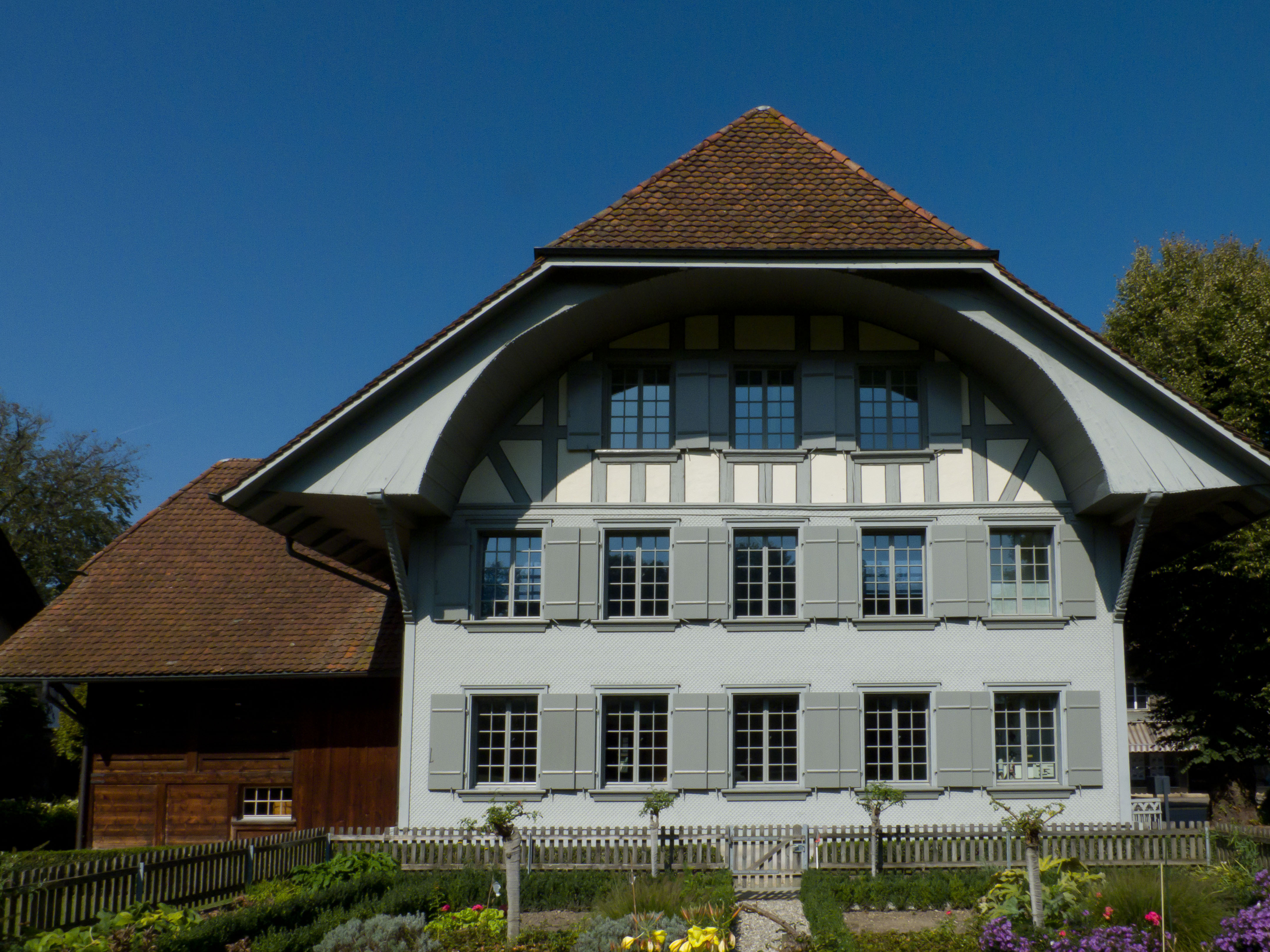
Il Tierlihaus

- Chiesa riformata, eretta nel 1577[1] in stile tardo gotico e ornata da vetrate ad armadio (quelle del coro risalgono all'epoca della costruzione)[senza fonte];
- Castello di Aarwangen, eretto nel XIII secolo e originariamente proprietà della famiglia Aarwangen[1], poi dei Grünenberg[senza fonte]; nel 1432 passò sotto il controllo della città di Berna[1];
- Tierlihaus ("casa degli animali"), eretto nel 1767; appartiene al proprietario di un serraglio ambulante, che fece dipingere la facciata di animali esotici[senza fonte].

## Società

### Evoluzione demografica
L'evoluzione demografica è riportata nella seguente tabella:
Abitanti censiti

## Geografia antropica

### Frazioni
- Haldimoos
- Meiniswil

### Quartieri
- Bleuerain
- Hard
- Moosberg
- Mumenthal
- Schürhof
- Vorstadt

## Infrastrutture e trasporti

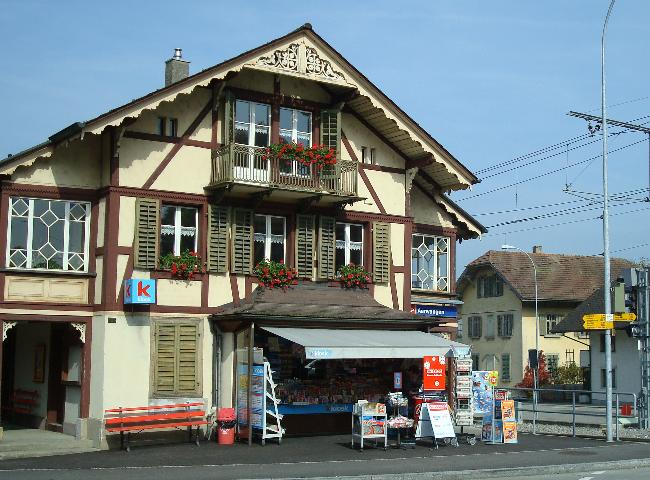
La stazione di Aarwangen

Aarwangen è servito dalle stazioni di Hard-Mumenthal, di Aarwangen Vorstadt, di Aarwangen e di Aarwangen Schloss sulla ferrovia Langenthal-Oensingen.

## Amministrazione
Ogni famiglia originaria del luogo fa parte del cosiddetto comune patriziale e ha la responsabilità della manutenzione di ogni bene ricadente all'interno dei confini del comune.